# Marbodo de Rennes
Marbodo ou Marbódio de Rennes (em latim: Marbodus Redonensis ou Marbodius; em francês:  Marbode; c. 1035–11 de setembro de 1123 (88 anos)) foi arcediago e mestre escolar em Angers, na França, e depois bispo de Rennes na Bretanha. Foi ainda um respeitado poeta, hagiógrafo e hinologista.

## Biografia
Marbodo nasceu perto de Angers em Anjou, presumivelmente na metade da década de 1030. Recebeu pelo menos parte de sua educação ali mesmo sob o arcediago e mestre Rainaldo (m. c. 1076), que pode ter sido, por sua vez, treinado por Fulberto de Chartres. Diversos membros da família de Marbodo eram parte do séquito do conde Fulk le Réchin de Anjou. Ele era um cônego no capítulo catedrático de São Maurício de Angers já em 1068. Por volta de 1076, tornou-se arcediago de Angers e diretor da escola catedrática.
Foi consagrado em meados da década de 1060 bispo de Rennes pelo papa Urbano II (r. 1088–1099) durante o Concílio de Tours (16-23 de março de 1096). Embora Urbano fosse um papa reformador na mesma tradição de Gregório VII (r. 1073–1085), é provável que a seleção de Marbodo como bispo tenha tido um importante componente político. O bispo Marbodo tentou implementar uma reforma nos princípios de sua diocese, trabalhando para reconquistar as propriedades episcopais, que haviam sido alienadas pelos bispos predecessores, e ajudando a transferir igrejas mantidas por leigos para as mãos do clero. Foi um crítico das práticas extremadas de Roberto de Arbrissel e outros pregadores itinerantes que vagavam pelo noroeste da França na época, mas suas cartas indicam que era tolerante e mesmo simpático aos seus ideais religiosos.
Aos oitenta e oito anos, renunciou e se retirou para o mosteiro beneditino de Abadia de St. Aubin, em Angers, onde morreu.

## Obras
Marbodo era famoso por suas obras em latim ainda em vida. Sigeberto de Gembloux, escrevendo por volta de c. 1110–1125, elogiou o inteligente estilo de seus versos. Compôs obras em prosa e verso sobre temas sacros e seculares: vidas de santos, exemplos de figuras retóricas ("De ornamentis verborum"), uma obra de conselhos cristãos ("Liber decem capitulorum"), hinos, poesia lírica sobre vários temas e pelo menos seis cartas em prosa. A mais popular foi "Liber de lapidibus", um lapidário em verso ou compêndio de conhecimentos mitológicos sobre gemas que, já no século XIV, havia sido traduzido para o francês, provençal, italiano, irlandês e holandês e foi a primeira obra de Marbodo a ser impressa.
A primeira coleção de obras de Marbodo foi publicada em Rennes em 1524 ("In collectione prima operum Marbodi"). Atualmente, a mais acessível edição de suas obras é a Patrologia Latina de Migne (volume 171), editada por Jean-Jacques Bourassé (Paris, 1854) e baseada na edição de Antoine Beaugendre, Venerabilis Hildeberti primo Cenomannensis. Accesserunt Marbodi Redonensis (Paris, 1708). Ambas contém diversos erros e omissões e devem ser utilizadas com cuidado. Edições modernas das obras de Marbodo incluem a de Antonella Degl’Innocenti, ed. Marbodo di Rennes: Vita beati Roberti (Florença, 1995) e Maria Esthera Herrera, ed., Marbodo de Rennes Lapidario (Liber lapidum) (Paris, 2005).
Marbodo produziu poesia lírica sobre uma variedade de temas, incluindo poesias líricas sobre temas de amor francamente eróticas sobre interesses masculinos e femininos. Muitos dos seus poemas mais curtos circularam primordialmente em florilégios, coleções para uso de estudantes. O mais radical dos poemas de Marbodo, apesar de impresso nas primeiras coleções, foi omitido por Beaugendre e Bourassé.
Diversos de seus poemas tratam de garotos bonitos e desejos homossexuais, mas rejeitam relações físicas ("Um Argumento Conta a Cópula entre Pessoas de um Único Sexo"), um exemplo de uma tradição da poesia medieval que celebrava a amizade entre pessoas do mesmo sexo ao mesmo tempo que denunciavam a maldade das relações sexuais. Alguns poemas, como um no qual ele envia um pedido urgente para que seu amado retorne rapidamente se deseja que o que fala permaneça fiel a ele, tem sido interpretados como indicando mais do que invenção poética estaria envolvida.
Uma tradução de seus hinos foi editada por Ropartz (Rennes, 1873). A "Vita" em verso de Santa Thaïs, uma prostituta egípcia do século IV que terminou sua vida reclusa num mosteiro inspirou a novela de Anatole France e esta, por sua vez, a ópera Thaïs de Jules Massenet.

## Atribuição
- "Marbodius" na edição de 1913 da Enciclopédia Católica (em inglês).  Em domínio público.